# 中滩镇 (渠县)
中滩镇，原为中滩乡，是中华人民共和国四川省达州市渠县下辖的一个乡镇级行政单位。2019年12月，将原渠南镇渠南社区、五四村、花园村、胜利村、金桥村、新联村、五龙村和原屏西乡元通村、林湾村所属行政区域划归中滩镇管辖。

## 行政区划
中滩镇下辖以下地区：
中滩社区、中滩村、天山村、宋岭村、寨坪村和桥坝村,渠南社区、五四村、花园村、胜利村、金桥村、新联村、五龙村、元通村、林湾村。